# Lockheed T-33 Shooting Star
Lockheed T-33 Shooting Star (ali T-Bird) je enomotorno reaktivno šolsko vojaško letalo ameriškega proizvajalca Lockheed. Prvič je vzletelo 22. marca 1948, s testnim pilotom Tony LeVier. T-33 je bil grajen na podlagi Lockheeda P-80/F-80. Skupaj je bilo v letih 1948–1959 zgrajeno 6557 letal, kar je rekord za reaktivnega trenažerja. Kanadsko grajeni T-33 so še vedno v uporabi v bolivijskah letalskih silah. Letalo so licenčno proizvajali tudi na Japonskem. 125 letal je uporabljalo tudi Jugoslovansko vojno letalstvo (JRV - Jugoslavensko ratno vazduhoplovstvo) za potrebe šolanje inštrumentalnega letenja. 

## Specifikacije(T-33A)
Splošne karakteristike
- Posadka: Two
- Dolžina: 37 ft 9 in (11,49 m)
- Razpon kril: 38 ft 10,5 in (11,86 m)
- Višina: 11 ft 8 in (3,57 m)
- Teža praznega letala: 8300 lb (3775 kg)
- Maks. vzletna teža: 15100 lb (6865 kg)
- Pogon letala: 1 × Allison J33-A-35 Turboreaktivni motor, 5400 lbf (23 kN)

 Zmogljivost 
- Maks. hitrost: 600 mph (970 km/h)
- Doseg: 1275 milj (največji) (2050 km)
- Višina leta: 48000 ft (14600 m)

Oborožitev

- Strelno orožje: 2 × 0.50 in (12.7 mm) Browning M3 strojnici, vsaka 350 nabojev
- Nosilci za orožje: 2 s kapaciteto 2000 lb (907 kg) bomb ali raket